# Amp Lee
Anthonia Wayne "Amp" Lee, född 1 oktober 1971 i Chipley i Florida, är en amerikansk före detta utövare av amerikansk fotboll som tillbringade nio säsonger (1992–2001) i den amerikanska proffsligan National Football League (NFL). Han spelade som runningback för San Francisco 49ers, Minnesota Vikings, St. Louis Rams och Philadelphia Eagles.
Lee var en del av St. Louis Rams som vann Super Bowl XXXIV.
Han draftades av San Francisco 49ers i andra rundan i 1992 års NFL-draft som 45:e spelare totalt.
Innan Lee blev proffs studerade han vid Florida State University och spelade för deras idrottsförening Florida State Seminoles.
Han är far till Saben Lee och släkt med Trent Forrest.